# رافائيل كلارك
رافائيل كلارك (بالإنجليزية: Raphael Clarke)‏ هو لاعب كرة قدم أسترالية أسترالي، ولد في 24 سبتمبر 1985 في إقليم شمالي في أستراليا.

## وصلات خارجية
- رافائيل كلارك على موقع AustralianFootball.com (الإنجليزية)
- رافائيل كلارك على موقع AFLtables.com (الإنجليزية)